# Liliana Heker
Liliana Heker (* 9. Februar 1943 in Buenos Aires) ist eine argentinische Journalistin und Schriftstellerin.

## Leben
Heker begann bereits als Jugendliche zu schreiben. Als sie 1960 den Schriftsteller Abelardo Castillo traf, war dieser von ihren Texten derart begeistert, dass er ihr sofort eine Stelle in der Redaktion seiner literarischen Zeitschrift „El grillo de papel“ anbot.
Im darauf folgenden Jahr wechselte Heker in die Redaktion der Zeitschrift „El escarabajo de oro“ und blieb dort bis 1974. Zwischen 1977 und 1986 wirkte sie als Redakteurin der Zeitschrift „El Ornitorrinco“. Neben ihren journalistischen Arbeiten mit denen sie die letzten Dekaden des argentinischen Literaturbetriebs beeinflusste, legte sie auch beachtliche – wenn auch teilweise kontrovers diskutierte – eigene literarische Werke vor.

## Rezeption
Immer wieder thematisierte Heker in ihren literarischen wie auch journalistischen Werken das politische Leben in ihrer Heimat. In ihrem Roman „El fin de historia“ schafft sie den Spagat verschiedener politischer Positionen während der Diktatur. Das Verschwindenlassen vieler Personen während des Prozesses der nationalen Reorganisation thematisiert sie in einer komplexen Auseinandersetzung und lässt dabei auch verschiedentlich die Schergen dieses Regimes zu Wort kommen.
Ihre Sammlung von Essays „Las hermanas de Shakespeare“ setzt sich allgemein mit der Situation schreibender Frauen auseinander. Die große Herausforderung einer Schriftstellerin sieht Heker in der permanenten Auseinandersetzung bzw. Reflexion mit sich selbst und ihrem Geschlecht (Zitat: „Wenn eine Frau fähig ist, bis auf den Grund ihrer selbst zu blicken, ist sie auch in der Lage, die Männer zu erkennen und sich in andere hineinzuversetzen, wie es zum Beispiel Katherine Mansfield getan hat. Eine Erzählerin, die ihre eigenen Böswilligkeiten, ihre Widersprüche und ihr besonderes Verhältnis zu ihrem Körper akzeptiert, ist fähig, sich selbst und anderen Frauen und Männern zu begegnen“).

## Ehrungen
- 1966 Premio Casa de las Américas für „Los que vieron la zarza“.

## Werke (Auswahl)
- Acuario. Editorial América, Buenos Aires 1972.
- Los bordes de lo real.
- El fin de la historia. Novela. Alfaguara, Buenos Aires 2004, ISBN 987-1106-77-7.
- Las hermanas de Shakespeare. Editorial Aguilar, Buenos Aires 1999.
- El partido rubado.
- Los que vieron la zarza.
- Zona de clivaje. Novela. Legasa, Buenos Aires 1990.